# Drive (studio)
Drive Co., Ltd. (jap. 株式会社ドライブ Kabushiki-gaisha Doraibu) – japońskie studio animacji z siedzibą w tokijskiej dzielnicy Suginami, założone w 2015 roku.

## Produkcje

### Seriale telewizyjne
- Actors: Songs Connection (2019)[2]
- Teppen!!!!!!!!!!!!!!! (2022)[3]
- Ku twej wieczności sezon 2 (2022)[4]
- Kono subarashii sekai ni bakuen wo! (2023)[5]
- Strażnik domu Momochi (2024)[6]
- Kono subarashii sekai ni shukufuku wo! sezon 3 (2024)[7]
- Uzumaki (2023)[8]
- Amagami-san chi no enmusubi (2024)[9]

### OVA
- Vlad Love (2021)[10]